# Sarvegöl (Gladhammars socken, Småland)
Sarvegöl är en sjö i Västerviks kommun i Småland och ingår i Botorpsströmmens huvudavrinningsområde. Sjön är 2,5 meter djup, har en yta på 0,022 kvadratkilometer och befinner sig 35 meter över havet.